# Miš
Miš (znanstveno ime Mus) je majhen, pogosto škodljiv glodavec, z dolgim, golim repom, ki se hrani z živili, poljskimi pridelki.

## Taksonomija roduMus
Izraz "miš" v splošni uporabi se v grobem ujema s taksonomskim izrazom Mus, medtem ko je hišna miš enako Mus musculus. V običajni rabi izraza "miš" se izraz pogosto nepravilno nanaša na  Mus musculus.
Kakorkoli, tu je naštetih 38 vrst miši (rod Mus); glej razpredelnico spodaj.
| Rod Mus                                                                           | Rod Mus                                                                   | Rod Mus                                                                                   | Rod Mus                                                                            | Rod Mus                                                                  | Rod Mus                                                                   | Rod Mus                                                                    | Rod Mus                                                  |
| Podrod Pyromys                                                                    | Podrod Coelomys                                                           | Podrod Mus                                                                                | Podrod Mus                                                                         | Podrod Nannomys                                                          | Podrod Nannomys                                                           | Podrod Nannomys                                                            | Podrod Nannomys                                          |
| --------------------------------------------------------------------------------- | ------------------------------------------------------------------------- | ----------------------------------------------------------------------------------------- | ---------------------------------------------------------------------------------- | ------------------------------------------------------------------------ | ------------------------------------------------------------------------- | -------------------------------------------------------------------------- | -------------------------------------------------------- |
| - Mus platythrix - Mus saxicola - Mus philipsi - Mus shortridgei - Mus fernandoni | - Mus mayori - Mus pahari - Mus crociduroides - Mus vulcani - Mus famulus | - Mus caroli - Mus cervicolor - Mus cookii - Mus cypriacus - Mus booduga - Mus terricolor | - Mus musculus - Mus spretus - Mus macedonicus - Mus spicelegus - Mus fragilicauda | - Mus callewaerti - Mus setulosus - Mus triton - Mus bufo - Mus tenellus | - Mus haussa - Mus mattheyi - Mus indutus - Mus setzeri - Mus musculoides | - Mus minutoides - Mus orangiae - Mus mahomet - Mus sorella - Mus kasaicus | - Mus neavei - Mus oubanguii - Mus goundae - Mus baoulei |